# Wzniesienia Mławskie
Wzniesienia Mławskie (318.63) – mezoregion fizycznogeograficzny w północno-środkowej Polsce, stanowiący północno-zachodnią część Niziny Północnomazowieckiej. Region graniczy od północy z Równiną Mazurską i (na krótkim odcinku) Garbem Lubawskim, od północnego zachodu z Równiną Urszulewską, od południowego zachodu z Równiną Raciąską, od południowego wschodu z Wysoczyzną Ciechanowską a od północnego wschodu z Równiną Kurpiowską. Wzniesienia Mławskie leżą na pograniczu województw  mazowieckiego i warmińsko-mazurskiego.
Mezoregion jest morenową wysoczyzną z wysokościami do 235 m n.p.m. (Dębowe Góry) o bezjeziornej powierzchni, przeciętej wałami pochodzenia kemowego bądź morenowego. Wzniesienia Mławskie są wzgórzami powiązanymi z zasięgiem najmłodszego stadiału zlodowacenia środkowopolskiego. Południowa część regionu odwadniana jest do Wkry i Orzyca. W obrębie Wzniesień Mławskich przeważają obszary rolnicze; kompleksy leśne występują na peryferiach.
Ośrodkami miejskimi regionu są Mława i Działdowo, ponadto gminy Kozłowo, Iłowo-Osada, Chorzele, Grudusk, Płośnica, Lipowiec Kościelny, Stupsk, Dzierzgowo, Szydłowo, Strzegowo , Regimin, Krzynowłoga Mała, Wiśniewo, Janowiec Kościelny, Wieczfnia Kościelna i Janowo (na pograniczu).